# Caledoniscincus
Caledoniscincus is een geslacht van hagedissen uit de familie skinken (Scincidae).

## Naam
De groep werd voor het eerst wetenschappelijk beschreven door Ross Allen Sadlier in 1987. De wetenschappelijke geslachtsnaam Caledoniscincus betekent vrij vertaald 'skink van (Nieuw) Caledonië'.
Er zijn veertien soorten, inclusief de pas in 2014 wetenschappelijk beschreven soort Caledoniscincus pelletieri.

## Uiterlijke kenmerken
De verschillende soorten blijven vrij klein tot middelgroot; de soort Caledoniscincus chazeaui heeft een lichaamslengte exclusief staart van 4,3 centimeter en de soort Caledoniscincus festivus wordt maximaal 7,2 cm lang. De staart is ongeveer anderhalf keer de lichaamslengte. De poten zijn goed ontwikkeld en hebben vijf vingers en tenen. De lichaamskleur is bruin met lichtere en donkere strepen en vlekken op de rug, de buikzijde is lichter.
De prefrontale schubben zijn klein en staan ver uit elkaar. Er zijn vier schubben boven het oog gelegen; de supraoculairschubben. De schubben op de rugzijde hebben allemaal drie opstaande kielen.

## Verspreiding en habitat
Alle soorten komen voor in Nieuw-Caledonië. De verschillende soorten leven in tropische bossen op een hoogte van zeeniveau tot bijna twee kilometer boven zeeniveau. Een voorbeeld is de soort Caledoniscincus orestes, die gevonden is op een hoogte van 400 tot 1680 meter boven zeeniveau. Alle soorten zijn bodembewoners die leven in de strooisellaag.
Door de internationale natuurbeschermingsorganisatie IUCN zijn twaalf van de veertien soorten opgenomen. Vijf soorten worden beschouwd als 'veilig' (Least Concern of LC), één soort heeft de status 'kwetsbaar' (Vulnerable of VU). Vier soorten worden gezien als 'bedreigd' (Endangered of EN). De soort Caledoniscincus aquilonius wordt gezien als 'gevoelig' (Near Threatened of NT) en van de soort Caledoniscincus cryptos zijn niet genoeg gegevens bekend om een beschermingsstatus toe te wijzen (Data Dificient of DD)

## Soorten
Het geslacht omvat de volgende soorten die onderstaand zijn weergegeven, met de auteur en het verspreidingsgebied.
| Naam                              | Auteur                                                                      | Verspreidingsgebied                            |
| --------------------------------- | --------------------------------------------------------------------------- | ---------------------------------------------- |
| Caledoniscincus aquilonius        | Sadlier, Bauer & Colgan, 1999                                               | Nieuw-Caledonië                                |
| Caledoniscincus atropunctatus     | Roux, 1913                                                                  | Nieuw-Caledonië (Vanuatu, Loyaliteitseilanden) |
| Caledoniscincus auratus           | Sadlier, Bauer & Colgan, 1999                                               | Noordwestelijk Nieuw-Caledonië                 |
| Caledoniscincus austrocaledonicus | Bavay, 1869                                                                 | Nieuw-Caledonië                                |
| Caledoniscincus chazeaui          | Sadlier, Bauer & Colgan, 1999                                               | Noordoostelijk Nieuw-Caledonië                 |
| Caledoniscincus constellatus      | Sadlier, Whitaker, Wood & Bauer, 2012                                       | Nieuw-Caledonië (Province Nord)                |
| Caledoniscincus cryptos           | Sadlier, Bauer & Colgan, 1999                                               | Nieuw-Caledonië                                |
| Caledoniscincus festivus          | Roux, 1913                                                                  | Nieuw-Caledonië                                |
| Caledoniscincus haplorhinus       | Günther, 1872                                                               | Nieuw-Caledonië                                |
| Caledoniscincus notialis          | Sadlier, Smith, Bauer & Wood in Sadlier, Bauer, Wood, Smith & Jackman, 2013 | Nieuw-Caledonië                                |
| Caledoniscincus orestes           | Sadlier, 1987                                                               | Nieuw-Caledonië                                |
| Caledoniscincus pelletieri        | Sadlier, Whitaker, Wood & Bauer, 2014                                       | Noordwestelijk Nieuw-Caledonië                 |
| Caledoniscincus renevieri         | Sadlier, Bauer & Colgan, 1999                                               | Nieuw-Caledonië                                |
| Caledoniscincus terma             | Sadlier, Bauer & Colgan, 1999                                               | Nieuw-Caledonië (rond de berg Mandjélia)       |